# Carl Hubert Vering

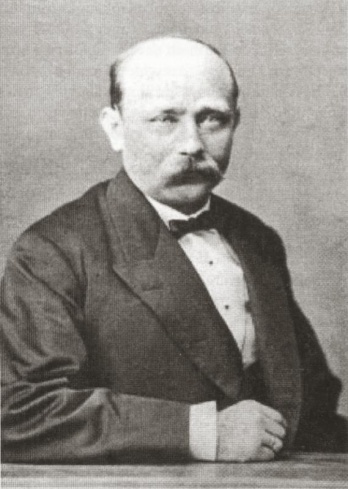
Carl Hubert Vering

Carl Hubert Vering (* 18. November 1834 in Ahlen; † 9. Februar 1897 in Hannover) war ein deutscher Bauunternehmer, der in den Bereichen Tiefbau und Eisenbahnbau tätig war.

## Leben
Vering gründete 1855 das Unternehmen C. Vering. Es entwickelte sich nach Eintritt seines jüngsten Bruders Hermann Vering als technischer Leiter ab 1871 zu einem der größten Tiefbauunternehmen im Deutschen Kaiserreich. Die Firma C. Vering spezialisierte sich schwerpunktmäßig im Verkehrswegebau, zunächst bei Großprojekten im Bereich des Eisenbahnwesens und zunehmend auf Hafen- und Kanalbauprojekte. Vering gründete 1885 in Berlin zusammen mit dem Bauingenieur Karl Waechter die Eisenbahn-Bau- und Betriebsgesellschaft Vering & Waechter, die in der Folgezeit zahlreiche Neben- und Kleinbahnen errichtete. 1896 trat sein Sohn Carl Vering in das väterliche Tiefbauunternehmen C. Vering ein.
Carl Hubert Vering wurde mit dem Ehrentitel eines (königlich preußischen) Kommerzienrats ausgezeichnet. Er starb 1897 im Alter von 62 Jahren in Hannover und wurde auf dem Stadtfriedhof Stöcken beigesetzt. Sein dortiges Mausoleum steht unter Denkmalschutz.

## Bauwerke

### C. Vering
Zu Lebzeiten von Carl Hubert Vering war sein Tiefbauunternehmen C. Vering unter anderem an folgenden Verkehrsbauprojekten beteiligt:
- 1868–1874: Bahnstrecke Hamburg–Bremen
- 1874, 1877: Erdarbeiten an der Berliner Verbindungsbahn
- 1875–1880: Erdarbeiten zur Aufhöhung des Hauptbahnhofs Hannover und zur Herstellung des Planums für das Ausbesserungswerk Leinhausen
- 1875: Erdarbeiten an der Bahnstrecke Hamm–Warburg der Königlichen Westfälischen Eisenbahn
- 1876: Erd- und Böschungsarbeiten an der Bahnstrecke Insterburg (seit 1945 russisch Tschernjachowsk)–Prosken (seit 1945 polnisch Prostki)
- 1876–1877: Erdarbeiten an der Bahnstrecke Berlin–Blankenheim sowie Blankenheim–Nordhausen und Nordhausen–Wetzlar (Kanonenbahn)
- 1879: Erd- und Baggerarbeiten zur 2. Travekorrektion in Lübeck
- 1880: Erd- und Kunstbauten im Auftrag der Niederländisch-Westfälischen Eisenbahngesellschaft in Utrecht
- 1880: Bau der Bahnstrecke Neustadt (Holstein) – Oldenburg (Holstein) der Kreis-Oldenburger-Eisenbahn-Gesellschaft (KOE)
- 1880–1882: Bau der Bahnstrecke Lübeck–Lübeck-Travemünde Strand der Lübeck-Büchener Eisenbahn-Gesellschaft (LBE)
- 1880–1881: Bau der Bahnstrecke Hoya–Eystrup der Hoyaer Eisenbahn-Gesellschaft
- 1881–1888: Erdarbeiten für den Neubau des Hauptbahnhofs in Frankfurt am Main
- 1883: Erd-, Bagger- und Pflasterarbeiten am Schleusenkanal im Unterlauf des Mains
- 1883: Arbeiten für das Hamburger Freihafengebiet in Hamburg-Veddel
- 1885–1886: Hafen- und Molenbau in Warnemünde
- 1885–1890: Umbau der Bahnhofsanlagen in Düsseldorf
- 1885–1888: Bauarbeiten im Bremer Freihafen
- 1887–1889: Erdarbeiten beim Umbau der Bahnanlagen in Köln
- 1888–1895: Arbeiten am Nord-Ostsee-Kanal und seinen Schleusen
- 1889–1892: Hafenbau in Norddeich

### Vering & Waechter
Zu Lebzeiten von Carl Hubert Vering eröffnete Klein- und Nebenbahnen des Unternehmens Vering & Waechter:
- 1894: Bahnstrecke Dessau–Wörlitz der Dessau-Wörlitzer Eisenbahn-Gesellschaft AG (DWE)
- 1894: Bahnstrecke Bad Krozingen–Staufen–Sulzburg (Münstertalbahn)
- 1895: Bahnstrecke Haltingen–Kandern (Kandertalbahn)
- 1896: Bahnstrecke Müllheim–Badenweiler der Localbahn Müllheim-Badenweiler
- 1896: Bahnstrecke Groß Peterwitz–Katscher (seit 1945 polnisch Pietrowice Wielkie–Kietrz) der Allgemeine Deutsche Eisenbahn-Betriebs-GmbH (ADEG)
- 1896: Bahnstrecke Voldagsen–Salzhemmendorf der Kleinbahn Voldagsen-Duingen-Delligsen (VDD)